# برايان لورد
برايان لورد (بالإنجليزية: Brian Lord)‏ هو كاتب أغاني أسترالي، ولد في 1965.

## روابط خارجية
- برايان لورد على موقع IMDb (الإنجليزية)